# بیوردیل (پنسیلوانیا)
بیوردیل (به انگلیسی: Beaverdale) یک منطقهٔ مسکونی در ایالات متحده آمریکا است که در شهرستان کمبریا، پنسیلوانیا واقع شده‌است. بیوردیل ۴٫۰۲ کیلومتر مربع مساحت و ۱٬۰۳۵ نفر جمعیت دارد.